# Брандт Яків Іларіонович
Брандт Яків Іларіонович (1716 - 3 (14) вересня 1774, Казань) - Член Другої Малоросійської колегії (1764-1766 рр.) в Глухові, в.о. Новоросійського губернатора (1765-1767 рр.)

## Навчання
Будучи кадетом, Я.Брандт згадується як учасник блискучого огляду, влаштованого Анною Іванівна 14 вересня 1737 року.

## Друга Малоросійська колегія в Глухові
10 листопада 1764 року в чині генерал-майора, був призначений імператрицею Катериною II Член Другої Малоросійської колегії (1764-1766 рр.) в Глухові.
26 серпня 1765 року Я.Брандт, маючи вже чин генерал-поручика, за височайшим повелінням вступив в управління Новоросійської губернією і виконував обов'язки губернатора до 1767 року. 
З 1767 року він був директором Першого кадетського корпусу в Санкт-Петербурзі.
В останні роки життя (не пізніше 1772 року обіймав посаду губернатора Казані.

### Пугачовський бунт
В 1773 році Я.Брандт керував допитом арештованого Омеляна Пугачова в Казанській губернській канцелярії. Не, дивлячись, на міцний караул, цей важливий злочинець 29 травня 1773 року втік. Сам Я.Брандт цій втечі особливого значення не надав, хоча і зробив деякі розпорядження для розвідки і упіймання «утеклецов». Пошуки ці, однак, були абсолютно безрезультатні. Тим часом, в Казань прийшов лист Я.Брандту від князя А.А. В'яземського про покарання Пугачова за його злочини батогами і заслання в Пелим. Брандт повідомив про втечу Пугачова Донський військової канцелярії і доніс про те ж генерал-прокурору князю А. А.В'яземському. Написавши лист 21 червня, він відправив його звичайною поштою, так що в Петербург воно дійшло лише 8 серпня.
За цей час Омелян Пугачов вже збурив народ в Оренбурзькому краї, і генерал Рейнсдорп повідомив Брандта про намір самозванця йти в Казанську губернію. Зрозумівши небезпеку, Я.Брандт нарешті проявив посилену діяльність. Перш за все, були зібрані півтисячні військові сили, заручився підтримкою дворян та духовенства. У той же час він переконливо просив владу прислати в Казань війська і зброю.
Після прибуття до Поволжя Олександра Бібікова бунт тимчасово вщух, але вже влітку 1774 року він відновився. Я.Брандт знову помітив небезпеку не відразу - 3 червня, в листі до князя В'яземського, він повідомляв, що в губернії все спокійно, а бродіння місцями було вже явно, так що в листі від 11 червня, до головнокомандувачя князя Щербатова, Я.Брандт доносив, що близько Оси і по річці Черемшана з'явилися злодійські шайки. Місце це було важливо в стратегічному відношенні, тому Я.Брандт попереджав, що якщо збіговиська Пугачова переправляться через Каму, то захист Казанської губернії буде неможливим. Тому він послав посильних генералам Міхельсону, Попову, Жолобова, Гагаріну і князю Голіцину, просячи їх поспішити для порятунку Казанської губернії, а сам спішно вживав заходів для захисту міста. Побоювання Я.Брандта виправдалися: заколотники скоро перейшли через Каму і взяли в облогу Казань. Місто не могло довго триматися.
Незабаром після цього Яків фон Брандт помер.

## Родина
Я.Брандт був одружений з Ганною Іванівною Круз (фон Брандт, 1732-1815), сестрою адмірала Олександра Івановича фон Крузе.
У них в 1752 році народилась донька Кристина Хедвиг фон Брандт, а також син Адам. 